# Voltímetro

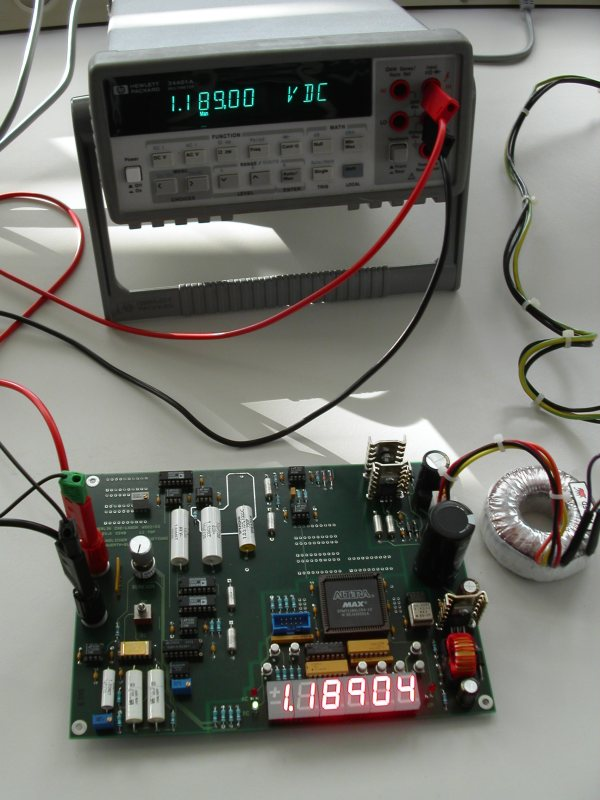
Dos voltímetros digitales.

Un voltímetro es un instrumento que sirve para medir la diferencia de potencial entre dos puntos de un circuito eléctrico.

## Clasificación de los voltímetros
Podemos clasificar los voltímetros por los principios en los que se basa su funcionamiento y de esta forma entender mejor cómo funciona cada uno:

### Voltímetros electromecánicos
Estos voltímetros, en esencia, están constituidos por un galvanómetro cuya escala ha sido graduada en voltios. Existen modelos para corriente continua y para corriente alterna.

### Voltímetros vectoriales
Se utilizan con señales de microondas. Además del módulo de la tensión dan una indicación de su fase.

### Voltímetros digitales
Dan una indicación numérica de la tensión, normalmente en una pantalla tipo LCD. Suelen tener prestaciones adicionales como memoria, detección de valor de pico, verdadero valor eficaz (RMS), autorrango y otras funcionalidades.
El sistema de medida emplea técnicas de conversión analógico-digital (que suele ser empleando un integrador de doble rampa) para obtener el valor numérico mostrado en una pantalla numérica LCD.
El primer voltímetro digital fue inventado y producido por Andrew Kay de "Non-Linear Systems" (y posteriormente de Kaypro) en 1954..

## Uso
Para efectuar la medida de la diferencia de potencial el voltímetro ha de colocarse en paralelo; esto es, en derivación sobre los puntos entre los que tratamos de efectuar la medida. Esto nos lleva a que el voltímetro debe poseer una resistencia interna lo más alta posible, a fin de que no produzca un consumo apreciable, lo que daría lugar a una medida errónea de la tensión. Para ello, en el caso de instrumentos basados en los efectos electromagnéticos de la corriente eléctrica, estarán dotados de bobinas de hilo muy fino y con muchas espiras, con lo que con poca intensidad de corriente a través del aparato se consigue el momento necesario para el desplazamiento de la aguja indicadora.
En la actualidad existen dispositivos digitales que realizan la función del voltímetro presentando unas características de aislamiento bastante elevadas empleando complejos circuitos de aislamiento.
En la figura se puede observar la conexión de un voltímetro (V) entre los puntos de a y b de un circuito, entre los que se ha de medir la diferencia de potencial.
En algunos casos, para permitir la medida de tensiones superiores a las que soportarían los devanados y órganos mecánicos del aparato o los circuitos electrónicos en el caso de los digitales, se les dota de una resistencia de elevado valor colocada en serie con el voltímetro, de forma que solo le someta a una fracción de la tensión total.
A continuación se ofrece la fórmula de cálculo de la resistencia serie necesaria para lograr esta ampliación o multiplicación de escala: 
{\displaystyle R_{\mbox{a}}=R_{\mbox{v}}(N-1)\,},
donde N es el factor de multiplicación (N≠1)
Ra es la Resistencia de ampliación del voltímetro
Rv es la Resistencia interna del voltímetro